# Everlasting Songs
Everlasting Songs er på een gang et opsamlingsalbum for Yuki Kajiuras kompositioner indtil 2008 og markeringen af starten på en ny gruppe, FictionJunction og således gruppens første plade. Flere af sangene har været anvendt i anima-film og -serier, fx "Tsubasa Chronicle" og "El Cazador de la Bruja".
På Everlasting Songs, hvis udgivelse blev annonceret den 20. november 2008, medvirker samtlige FictionJunction-sangerinder Yuuka, Keiko, Wakana, Kaori, Asuka samt Yuriko Kaida. Albummet blev udgivet den 25. februar 2009.
Numre
Part 1
1. "Hoshikuzu" (星屑, Stardust)
note: Self cover af "Velvet no Inori" fra The Velveteen Rabbit
Vokalsangere: Kaori, Keiko 
 Oprindeligt sunget af: Noriko Ogawa
2. "Kioku no Mori" (記憶の森, Forest of Memories) 
note: (Tsubasa Chronicle OAD: Shunraiki)
Vokalsanger: Yuuka
3. "Dream Scape"
note: Tsubasa: Reservoir Chronicle indlagt sang
Vokalsangere: Kaori
4. "Gin no Hashi" (銀の橋, Silver Bridge)
note: Aquarian Age character image song
Vokalsangere: Wakana, Keiko, Kaori
Oprindeligt sunget af: Minami Omi
5. "Kaze no Machi e" (風の街へ, To the Windy City)
note: Tsubasa: Reservoir Chronicle indlagt sang
Vokalsanger: Keiko
6. "Here We Stand in the Morning Dew"
Vokalsanger: Yuriko Kaida
Oprindeligt sunget af: Saeko Chiba
7. "Synchronicity"
note: Tsubasa Tokyo Revelations sang, arrangeret ved Koichi Korenaga
Vokalsanger: Keiko
Oprindeligt sunget af: Yui Makino
8. "Hanamori no Oka" (花守の丘, Hill of the Flower Guardian)
note: Hokuto no Ken: Toki Den indlagt sang
Vokalsanger: Kaori
Part 2
9. "Mizu no Akashi" (水の証, Evidence of Water)
note: Mobile Suit Gundam Seed indlagt sang
Vokalsanger: Wakana
Oprindeligt sunget af: Rie Tanaka
10. "Cazador del amor"
note: El Cazador de la Bruja indlagt sang
Vokalsanger: Yuuka
11. "Himitsu" (秘密, Secret) 
note Noir
Vokalsanger: Yuriko Kaida 
Oprindeligt sunget af: Aya Hisakawa
12. "Hōseki" (宝石, Jewel)
note: Le Portrait de Petite Cossette
Vokalsanger: Keiko
Oprindeligt sunget af: Marina Inoue
13. "Yume no Tsubasa" (ユメノツバサ, Wings of Dream)
note: Tsubasa Chronicle
Vokalsanger: Kaori
Oprindeligt sunget af: Yui Makino
14. "Michiyuki" (みちゆき, Going Down the Road)
note: Loveless
Vokalsanger: Kaori 
Oprindeligt sunget af: Kaori Hikita
15. "Everlasting Song"
note: Elemental Gelade
Vokalsanger: Asuka
Hitlisteplaceringer
| Hitliste             | Bedste placering | Salg   | Tid på listen |
| -------------------- | ---------------- | ------ | ------------- |
| Oricon Weekly Albums | 27               | 10.427 | 4 uger        |